# Emilio van Peborgh
Emilio Federico van Peborgh (Buenos Aires, 21 de marzo de 1926 - ib., 2 de agosto de 2012) fue un economista y empresario argentino.  Entre 1967 y 1969 se desempeñó como ministro de Defensa Nacional durante el gobierno de facto de Juan Carlos Onganía.

## Biografía
Luego de finalizar los estudios secundarios en Buenos Aires, se trasladó a Estados Unidos donde cursó la licenciatura en Economía en la Universidad de Harvard, graduándose en 1949.

## Carrera
En 1967, mientras se desempeñaba como presidente del Banco Industrial, es designado ministro de Defensa Nacional, ocupando dicho cargo hasta 1969. Entre 1970 y 1972 presidió el Instituto para el Desarrollo Empresario Argentino (IDEA).
A lo largo de su dilatada carrera empresarial condujo diversas compañías, una de ellas fue Cerámica San Lorenzo de la cual fue presidente hasta el último día de su vida.